# 제4회 골든 글로브상
제4회 골든 글로브상은 1946년 상영된 영화 중 가장 뛰어난 영화를 수상하기 위해 1947년 2월에 열린 시상식이다. 미국,헐리우드 루즈벨트 호텔에서 개최되었다.

## 수상

### 작품상-드라마
- 우리 생애 최고의 해 - 윌리엄 와일러 수상

### 여우주연상-드라마
- 시스터 케니 - 로사린드 러셀 수상

### 남우주연상-드라마
- 가장 특별한 선물 - 그레고리 펙 수상

### 여우조연상
- 면도날 - 앤 백스터 수상

### 남우조연상
- 면도날 - 클리프톤 웹 수상

### 감독상
- 멋진 인생 - 프랑크 카프라 수상

## 같이 보기
- 할리우드 외신 기자 협회
- 1946년 칸 영화제
- 제19회 아카데미상